# Bill Doggett
Bill Doggett, William Ballard Doggett, född 16 februari 1916 i Philadelphia, död 13 november 1996. Amerikansk jazz- och rhythm and blues-pianist och organist. Redan som barn lärde han sig spela piano och bildade sitt första band vid 15 års ålder.
I Sverige är han känd som upphovsman till Tio i topps signaturmelodi, (Let’s Do) The Hully Gully Twist.